# Gerhard Beier
Gerhard Beier (né le 10 avril 1937 à Flensbourg et mort le 13 décembre 2000 à Kronberg im Taunus) est un historien, écrivain et syndicaliste allemand.

## Biographie
Gerhard Beier étudie l'histoire, l'allemand et la psychologie à l'Université Eberhard-Charles de Tübingen et à l'Université Christian-Albert de Kiel, où il obtient son doctorat en 1966 auprès de Karl Dietrich Erdmann (de) et obtient son habilitation en 1978.
De 1966 à 1967, il est directeur de formation pour l'IG Druck und Papier (de) et de 1967 à 1971, tuteur fédéral pour l'Association allemande d'éducation des adultes (de). En outre, de 1968 à 1997, il est conseiller municipal du SPD à Kronberg im Taunus, où il passe "une grande partie de sa vie".
Beier est de 1984 à 1988 président de l'Association des écrivains allemands (de) (VS) Hessen et travaille un certain temps au sein du comité exécutif fédéral du VS. Il est également membre fondateur de l'Office de la littérature de Hesse (aujourd'hui le Forum de littérature de Hesse (de)) et de la Société de littérature de Hesse, Francfort-sur-le-Main (LIT) comme successeur de l' Association des écrivains allemands (1976-1996). Son patrimoine littéraire est archivé par la Fondation Friedrich-Ebert à Bonn.
Il est membre du comité de rédaction de la Internationale wissenschaftliche Korrespondenz zur Geschichte der deutschen Arbeiterbewegung (de) (IWK) et membre de la Commission historique du SPD. En tant qu'historien, Gerhard Beier étudie et documente l'histoire des syndicats allemands aux XIXe et XXe siècles, jusqu'à 1945 et après la Seconde Guerre mondiale. Les points focaux sont la social-démocratie, les syndicats, le mouvement ouvrier, la résistance au national-socialisme et l'Europe. En plus de ses œuvres publiées avec des références historiques et socio-politiques, son domaine comprend également des poèmes, des nouvelles et des essais.

## Publications (en sélection)
- Schwarze Kunst und Klassenkampf, Frankfurt/M. 1968 (zugl. Diss. phil., Universität Kiel 1966).
- Ost-West-Vorurteile in der politischen Bildung, Frankfurt/M. 1972.
- Das Lehrstück vom 1. und 2. Mai 1933, Frankfurt/M. 1975.
- Der Demonstrations- und Generalstreik vom 12. November 1948, Frankfurt/M. 1975.
- Beiträge zur Führungsproblematik in der Arbeiterbewegung, Frankfurt/M. 1976.
- Willi Richter: Ein Leben für die soziale Neuordnung, Köln 1978 (zugl. Habilitationsschrift, Universität Kiel 1977).
- Geschichte und Gewerkschaft. Poliitisch-historische Beiträge zur Geschichte sozialer Bewegungen, Köln 1981.
- Die illegale Reichsleitung der Gewerkschaften. 1933–1945, Köln 1981.
- Schulter an Schulter, Schritt für Schritt. Lebensläufe deutscher Gewerkschafter, Köln 1983,  (ISBN 3-7663-0527-1)
- Arbeiterbewegung in Hessen (1834–1984), Frankfurt/M. 1984.
- SPD Hessen. Chronik 1945 bis 1988, Bonn 1989.
- Wir wollen freie Menschen sein. Der 17. Juni 1953. Bauarbeiter gingen voran, Köln 1993.
- Aufbruch zum europäischen Sozialstaat. Zur Sozialgeschichte der europäischen Revolution, Frankfurt/M. 1998.
- Hessen vorn. Die Biografie des Hessischen Ministerpräsidenten Georg August Zinn, Bonn 2021 (postum veröffentlicht mit einem Nachwort von Christopher Kopper).

## Honneurs posthumes
Après sa mort, la Société littéraire de Hesse, dissoute en 2018 , décerne de 2002 à 2016 le prix Gerhard-Beier (de), qui est un prix littéraire doté de 1 500 euros.